# New Almelo
New Almelo is een gehucht in Norton County in het noorden van de staat Kansas in de Verenigde Staten.
Het ligt 22 mijl ten zuidwesten van de countyhoofdstad Norton aan de weg van Lenora naar de boerderij van Allison. De postverbinding verliep vanouds via Clayton 12 mijl noordelijker. Het postkantoor van New Almelo werd opgericht als New Elam op 2 februari 1879, op 20 september 1880 werd het vernoemd naar Almelo.
De oudste sterfdatum op een grafzerk op de St. Joseph's Cemetery is die van Mary en Margaret Gilleece, een moeder en dochter die op 14 oktober 1878 omkwamen in een "prairie fire". In hetzelfde jaar begroef men de jonge tweeling McEnroe en drie kinderen Miller.